# Ludność Legnicy

## Lata powojenne
Poniższe zestawienie ilustruje zmiany liczebności ludności Legnicy w okresie powojennym:
- 1880 – 37 157[1]
- 1885 – 43 347[1]   (w tym 946 Żydów[2])[3]
- 1890 – 46 874   (w tym 913 Żydów)[1]
- 1900 – 54 882[1]
- 1910 – 66 620[1]   (w tym 742 Żydów)[2]
- 1925 – 73 123   (w tym 833 Żydów)[1]
- 1933 – 76 544   (w tym 674 Żydów[2])[1]
- 1939 – 83 631[4]
- 1946 – 24 357   (spis powszechny)[4]
- 1950 – 39 010   (spis powszechny)[4]
- 1955 – 51 772[4]
- 1960 – 64 185   (spis powszechny)[4]
- 1961 – 66 600[4]
- 1962 – 68 000[4]
- 1963 – 69 800[4]
- 1964 – 71 400[4]
- 1965 – 71 975[4]
- 1966 – 72 600[4]
- 1967 – 74 100[4]
- 1968 – 74 900[4]
- 1969 – 75 800[4]
- 1970 – 76 000   (spis powszechny)[4]
- 1971 – 76 778[4]
- 1972 – 77 900[4]
- 1973 – 79 300[4]
- 1974 – 80 402[4]
- 1975 – 82 070[4]
- 1976 – 83 800[4]
- 1977 – 85 400[4]
- 1978 – 86 700   (spis powszechny)[4]
- 1979 – 88 400[4]
- 1980 – 89 628[5]
- 1981 – 91 358[5]
- 1982 – 92 951[5]
- 1983 – 96 504[5]
- 1984 – 97 673[5]
- 1985 – 98 612[5]
- 1986 – 99 531[5]
- 1987 – 100 659[5]
- 1988 – 103 070   (spis powszechny)[5]
- 1989 – 104 196[5]
- 1990 – 105 216[5]
- 1991 – 106 054[5]
- 1992 – 106 579[5]
- 1993 – 107 108[5]
- 1994 – 107 752[5]
- 1995 – 107 935[6]
- 1996 – 108 464[6]
- 1997 – 108 970[6]
- 1998 – 109 335[6]
- 1999 – 109 215[6]
- 2000 – 107 507[6]
- 2001 – 107 416[6]
- 2002 – 106 895   (spis powszechny)[6]
- 2003 – 106 525[6]
- 2004 – 106 143[6]
- 2005 – 105 750[6]
- 2006 – 105 186[6]
- 2007 – 104 754[6]
- 2008 – 104 489[7]
- 2009 – 104 178[6]
- 2010 – 103 892[8]
- 2011 – 103 238   (spis powszechny)[9]
- 2012 – 102 422  [10]
- 2013 – 101 992  [10]